# Dino Staffa
Dino Staffa (Campanile, 14 agosto 1906 – Roma, 7 agosto 1977) è stato un cardinale e arcivescovo cattolico italiano.

## Biografia
Nacque in località Campanile, nella parrocchia di Santa Maria in Fabriago, frazione del comune di Lugo (RA), il 14 agosto 1906.
Ordinato sacerdote nel Duomo di Imola il 25 maggio 1929, nello stesso anno conseguì la laurea in teologia. Invitato a completare gli studi canonici a Roma, si iscrisse all'Istituto utriusque iuris del Pontificio Ateneo di Sant'Apollinare. Nel 1932 conseguì la laurea in utroque iure (diritto civile e canonico).
Rimase a Roma, dove lavorò nella Congregazione per la Chiesa orientale. Nel 1941 fu nominato docente di diritto canonico alla Pontificia Università Lateranense. Nel 1944 divenne prelato uditore della Rota Romana. Nel 1949 ottenne un'importante vittoria in tribunale. Rappresentò la Sacra Rota contro i quotidiani «l'Unità», «Il Paese», «Avanti!» e la rivista «Noi Donne». Staffa uscì vincente dall'aula con la conquista della personalità giuridica per la Sacra Rota anche nell'ambito dell'ordinamento civile italiano.
Il 18 dicembre 1958 fu nominato segretario della Congregazione dei Seminari e degli Istituti di Studi. Fu eletto arcivescovo titolare di Cesarea di Palestina il 3 settembre 1960 e consacrato il 28 ottobre successivo. Di conseguenza lasciò l'incarico nella Rota Romana, per dedicarsi totalmente alla Congregazione dei seminari. Fu ritratto in pittura dal celebre artista Cesarino Vincenzi.

Fu membro della commissione anti-preparatoria del Concilio Vaticano II. Fu prefetto del Supremo tribunale della Segnatura apostolica dal 1969 alla morte.
Papa Paolo VI lo elevò al rango di cardinale nel concistoro del 26 giugno 1967.
Morì il 7 agosto 1977 all'età di 71 anni. Inizialmente fu sepolto nella tomba di famiglia nel cimitero di Massa Lombarda.
Con il lascito del cardinale venne costruita a Lugo la chiesa di San Gabriele Arcangelo in memoria di un nipote prematuramente scomparso, Gabriele Bartolotti, avvocato, morto durante un'escursione in montagna. All'interno della chiesa, inaugurata il 16 ottobre 1982 ed oggi sede di una parrocchia, furono traslate le spoglie del porporato. Sopra un sarcofago marmoreo sono poste la statua funebre di bronzo e la lapide commemorativa recante i dati anagrafici, lo stemma cardinalizio e il motto.

## Genealogia episcopale e successione apostolica
La genealogia episcopale è:
- Cardinale Scipione Rebiba
- Cardinale Giulio Antonio Santori
- Cardinale Girolamo Bernerio, O.P.
- Arcivescovo Galeazzo Sanvitale
- Cardinale Ludovico Ludovisi
- Cardinale Luigi Caetani
- Cardinale Ulderico Carpegna
- Cardinale Paluzzo Paluzzi Altieri degli Albertoni
- Papa Benedetto XIII
- Papa Benedetto XIV
- Papa Clemente XIII
- Cardinale Bernardino Giraud
- Cardinale Alessandro Mattei
- Cardinale Pietro Francesco Galleffi
- Cardinale Filippo de Angelis
- Cardinale Amilcare Malagola
- Cardinale Giovanni Tacci Porcelli
- Papa Giovanni XXIII
- Cardinale Dino Staffa

La successione apostolica è:
- Cardinale Mario Luigi Ciappi, O.P. (1977)

## Opere
- Commento al Primo libro del Codice di Diritto canonico (1939-1942), in collaborazione col cardinale Gaetano Cicognani.